# Castelo Bardowie
O Castelo Bardowie (em língua inglesa Bardowie Castle) é um castelo localizado em East Dunbartonshire, Escócia.
O castelo foi protegido na categoria A do listed building, em 5 de setembro de 1973.